# Bell Eagle Eye
Die Bell Eagle Eye (deutsch: Adlerauge) ist ein unbemanntes (UAV)-Kipprotorflugzeug mit vertikaler Start- und Landefähigkeit (VTOL), auch VUAV oder VT-UAV genannt.

## Entwicklung
Das Eagle-Eye-Programm wurde die ersten zwölf Jahre durch Bell finanziert. Anfang der 90er Jahre begann die Entwicklung eines Konzeptdemonstrators: Die TR911X. Sie ist 7/8 so groß wie die endgültige Version. Die Flugzeugzelle besteht aus Verbundwerkstoffen und wurde ursprünglich durch Scaled Composites entworfen und gebaut. 1992 baute man zwei Demonstrationsflugzeuge, die durch je eine Allison 250-C20-Wellenturbine angetrieben werden. Das Triebwerk befindet sich in der Mitte des Rumpfes. Über Wellen und Getriebe wird die Antriebsleistung an die beiden an den Flügelenden angebrachten schwenkbaren Rotorgondeln übertragen (Kipprotor-Konzept). Die maximale Abflugmasse im Senkrechtstart beträgt 1020 kg (2250 lbs).
Der Erstflug (Helikoptermodus) der TR911X fand im November 1992 am Bell Helicopter Textron Incorporation (BHTI)-Werk in Dallas, Texas statt. Im Frühjahr 1993 konnte auf dem Testgelände Yuma Proving Grounds (YPG) neben dem Schwebeflug auch der horizontale Flug erfolgreich absolviert werden. 1998 zeigte die US-Regierung erneut Interesse an der Eagle Eye. Dies führte zu einem zweistufigen Flugtestprogramm. Die Phase 1, die landgestützte Flugtests beinhaltete, wurde bis April 1998 durchgeführt. Kurz danach begann die Phase 2, bei der seegestützte Flugtests durchgeführt wurden. Der erste Demonstrator wurde bei einem Unfall zerstört, der zweite Demonstrator führte danach das restliche Testprogramm erfolgreich zu Ende.
Diese Erfolge führten zur Aufnahme in das Deepwater-Programm 2002. Im Sommer desselben Jahres bestellte die US-Küstenwache das VUAV. Die als TR916 bezeichnete Variante soll eine Höchstgeschwindigkeit von 200 Knoten (370 km/h) haben sowie eine Einsatzdauer von 5,5 Stunden bei einer Nutzlast von 200 Pfund (90 kg). Die Flugzeuge sollten 2006 einsatzbereit sein. Erst nachdem das United States Marine Corps plante, die Eagle Eyes zu Evaluierungszwecken in Küstenwachtkonfiguration zu kaufen, entschloss sich Bell, einen Prototyp in voller Größe zu bauen. Die als TR918 bezeichnete Eagle Eye wird durch ein Pratt & Whitney Canada PW200/55-Wellenleistungstriebwerk angetrieben. Die 3000 Pfund schwere TR918 ist zu 95 % identisch mit der TR916. Der erste Schwebeflug fand am 26. Januar 2006 statt. Am 5. April 2006 stürzte das Flugzeug bei einem Schwebeversuch ab und wurde wieder aufgebaut.
Im Sommer 2004 baute Bell Geschäftsbeziehungen zu Sagem in Frankreich und zur Rheinmetall Defence in Deutschland auf, um Varianten des Eagle Eyes an europäische Regierungen zu verkaufen. Bell schlägt vor, die Flugzeugzelle zur Verfügung zu stellen. Die europäischen Partner stellen die Nutzlasten und andere Modifikationen. Bell führt danach die Systemintegration durch.

## Technische Daten (TR918)
- Länge: 5,56 m (18 ft 3 in)
- Spannweite:
  - inklusive Rotoren: 7,37 m (24 ft 2 in)
  - ohne Rotoren: 4,32 m
- Rotordurchmesser: 3,05 m (10 ft 0 in)
- Rotorfläche: 14,6 m² (157 ft²)
- Höhe: 1,88 m (6 ft 2 in)
- Triebwerk: 1 × Pratt & Whitney PW200/55-Marineturboprop-Triebwerk, 641 shp (478 kW)
- Höchstgeschwindigkeit: 225 mph (360 km/h) 200 Knoten.
- Dienstgipfelhöhe: 20.000 ft (6.096 m)
- Flugdauer: 6 h
- Mannschaft: keine
- Nutzlast: 200 Pfund (91 kg)